# Kodaira

Kodaira (小平市 Kodaira-shi?) este un municipiu din Japonia, zona metropolitană Tokyo.